# Miha Ješe
Miha Ješe, slovenski podjetnik in politik, * 3. julij 1954, Škofja Loka.

## Življenje in delo
Rodil se je v Škofji Loki, kjer je obiskoval osnovno šolo, gimnazijo in glasbeno šolo. V Ljubljani je s šolanjem nadaljeval na Ekonomski fakulteti, kasneje se je vpisal še na podiplomski magistrski študij managementa, ki ga je zaključil leta 1998 z magistrskim delom Vpliv in vloga vodstev podjetij v poslovanju v slovenskih predilnicah in tkalnicah.
Več let je bil zaposlen v Slovenijalesu v Ljubljani in Moskvi. Zadnjih dvajset let vodi Gorenjsko predilnico, zadnjih deset let pa tudi podjetje za zaposlovanje invalidov Lokateks. 
V študentskih letih je bil dejaven v Klubu škofjeloških študentov, pri škofjeloških tabornikih - Rod Svobodnega Kamnitnika in na Loškem odru. Sodeloval je v osnovnošolskem in gimnazijskem pevskem zboru ter v KPZ Loka. Sedaj je član vokalne skupine Patina. Več kot dvajset let je predsednik Sklada Staneta Severja, sodeluje tudi v Turistističnem društvu, društvu Gaudeamus in Muzejskem društvu.
Leta 2010 je kandidiral na lokalnih volitvah za župana in bil izvoljen. V drugem krogu je prejel malo manj kot 58% glasov in tako na položaju nasledil Igorja Drakslerja.